# Estadio Yanmar Nagai
El Estadio Yanmar Nagai (ヤンマースタジアム長居 Yanmā Sutajiamu Nagai?) es un estadio multiusos de la ciudad de Osaka, en la Prefectura de Osaka, Japón. Fue inaugurado en 1964 con una capacidad de 23 000 espectadores, posteriormente en 1996 el recinto fue sometido a una completa reconstrucción con miras a ser una de las sedes de la Copa Mundial de Fútbol de 2002 con lo que su capacidad aumentó a 45 000 espectadores.
Actualmente es el estadio donde juega de local el Cerezo Osaka de la J1 League. Ocasionalmente su rival Gamba Osaka ha jugado algunos partidos de local en este estadio por la Copa Suruga Bank 2008 y también varios partidos de la Copa del Emperador.
Situado a 10 km del centro de Osaka, 8 minutos a pie desde la estación Nagai de la línea Midosuji del metro, 10 minutos a pie desde la estación Tsurugaoka y desde la estación Nagai de la línea JR Hanwa.
En agosto de 2007 el estadio albergó el XI Campeonato Mundial de Atletismo.

## Copa Mundial de Fútbol de 2002
- ver Copa Mundial de Fútbol de 2002.

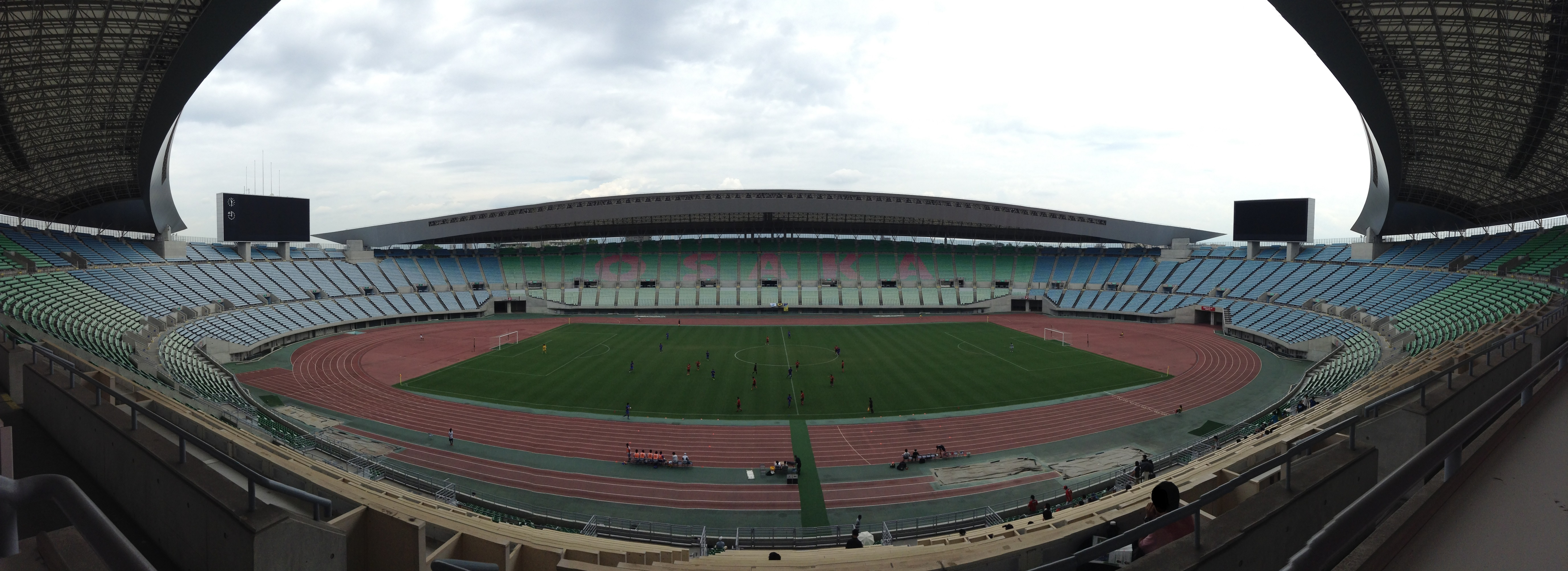
Panorámica del estadio.

| Fecha      | Selección | Resultado | Selección  | Ronda            |
| ---------- | --------- | --------- | ---------- | ---------------- |
| 12-06-2002 | Nigeria   | 0 - 0     | Inglaterra | Grupo F          |
| 14-06-2002 | Túnez     | 0 - 2     | Japón      | Grupo H          |
| 22-06-2002 | Senegal   | 0 - 1     | Turquía    | Cuartos de final |